# Júlio Sérgio
Júlio Sérgio Bertagnoli, född 8 november 1978, är en brasiliansk fotbollsspelare som för närvarande spelar för Comercial i Brasilien.

## Klubbkarriär

### AS Roma
I juli 2006 skrev han på för AS Roma. På grund av en skada på Romas förstamålvakt och oroliga uppträdanden av andravalet Artur så fick Júlio Sérgio debutera i Roma den 30 augusti 2009 i en ligamatch mot Juventus. Roma förlorade med 1-3. Detta gjorde så att Romas dåvarande tränare, Luciano Spalletti fick sparken. Trots detta blev Júlio Sérgio förstamålvakt när Roma hade bytt tränare till Claudio Ranieri. Júlio Sérgio räddade en straff från Sergio Floccari under romderbyt mot Lazio, en match som Roma vann med 2-1.
Den 31 maj 2010 skrev han på ett nytt kontrakt med Roma.